# Theodor Aufrecht
Theodor Aufrecht (7. ledna 1822 Leśnica – 3. dubna 1907 Bonn) byl německý indolog a sanskritista.

## Život
Aufrecht se narodil v Leśnici v židovské rodině; později přijal křesťanství. Vzdělání získal na Humboldtově univerzitě v Berlíně, kterou absolvoval v roce 1847. V tomto roce také publikoval pojednání o sanskrtském přízvuku (De Accentu Sancritico, Bonn, 1847), původně svou disertační práci. S Kirchhoffem spolupracoval na publikaci díla Die umbrischen Denkmäler (Umbrijské památníky, 1849–51).Od roku 1852 pracoval v Bodleyově knihovně v Oxfordu a v letech 1861 až 1875 byl profesorem pro sanskrt a srovnávací lingvistiku na univerzitě v Edinburghu a v letech 1875 až 1889 na univerzitě v Bonnu.
V roce 1864 se stal členem korespondentem Pruské akademie věd a v roce 1869 členem korespondentem Göttingenské akademie věd. Od roku 1902 byl také členem korespondentem Bavorské akademie věd.Po své smrti odkázal svou rozsáhlou soukromou knihovnu Univerzitě v Bonnu.

## Dílo (výběr)
- De accentu compositorum sanscriticorum. König, Bonn 1847.
- Die umbrischen Sprachdenkmäler, ein Versuch zur Deutung derselben. Band 1, Dümmler, Berlin 1849
- Saramâ's Botschaft. In: Zeitschrift der Deutschen Morgenländischen Gesellschaft, Band 13. 1859. S. 493–499.
- Ueber Bedeutung un Form von SVAVAN. In: Zeitschrift der Deutschen Morgenländischen Gesellschaft, Band 13. 1859. S. 499–501.
- Zwei Erzählungen aus der Bharatakadvatrinçatika und dem Katharnava. In: Zeitschrift der Deutschen Morgenländischen Gesellschaft, Band 14. 1860. S. 569–581.
- Zwei Pâtini zugetheilte Strophen. In: Zeitschrift der Deutschen Morgenländischen Gesellschaft, Band 14. 1860. S. 581–583-
- Blüthen aus Hindustan. Marcus, Bonn 1873.
- Die Hymnen des Rigveda. Marcus, Bonn 1877, Teil 1 (archive.org), Teil 2.
- Catalogus catalogorum. An alphabetical register of Sanskrit works and authors. Brockhaus Leipzig 1896.
- Katalog Der Sanskrit Handschriften Der Universitats Bibliothek zu Leipzig. Harrassowitz, Leipzig 1901.
- Die Sanskrit-Handschriften der Königlichen Hof- und Staatsbibliothek in München. Palm, München 1909.